# Natsuo Kirino
Natsuo Kirino  (桐野 夏生?, Kirino Natsuo), pseudonimo di Mariko Hashioka  (橋岡 まり子 ?, Hashioka Mariko), (Kanazawa, 7 ottobre 1951) è una scrittrice giapponese nota soprattutto per i suoi romanzi di genere thriller psicologico dalle tematiche femministe.
Dopo aver debuttato nel 1993 con il romanzo Pioggia sul viso (顔に降りかかる雨 Kao ni Furikakaru Ame), con cui ha vinto il Premio Edogawa Ranpo, ha raggiunto la notorietà con il suo romanzo Le quattro casalinghe di Tokyo, pubblicato nel 1997. È considerata una delle più importanti scrittrici giapponesi.

## Biografia
Kirino nacque nel 1951 a Kanazawa, nella prefettura di Ishikawa. A causa della professione del padre, architetto, passò la sua infanzia e adolescenza in varie città, come Sapporo e Sendai, prima di stabilirsi a Tokyo a quattordici anni, dove ancora risiede.  Sposatasi nel 1975, ebbe una figlia nel 1981.
Nel 1974 si laureò in legge all'Università Seikei,, e prima di diventare scrittrice a tempo pieno svolse altre attività, fra cui programmatrice e organizzatrice di spettacoli cinematografici,, editor e autrice di articoli per una rivista. Nel 1980, insoddisfatta della sua condizione lavorativa, iniziò a prendere lezioni di sceneggiatura.
Conobbe la fama come scrittrice prima dei suoi quarant'anni.

## Carriera letteraria
Kirino iniziò la sua carriera nel 1984 con la scrittura di romanzi rosa, un genere di letteratura non molto popolare in Giappone, che lei non amava particolarmente e che non le permise di guadagnare a sufficienza per vivere. Attratta maggiormente da opere riguardanti gli aspetti psicologici del crimine, nei primi anni '90 spostò il suo interesse verso la scrittura di romanzi thriller e hard boiled, più in linea sia con i suoi gusti che con quelli del mercato.
Scrisse anche diverse collezioni di racconti brevi e svariati romanzi, ma è famosa soprattutto per il suo romanzo Le quattro casalinghe di Tokyo, pubblicato nel 1997, vincitore del Premio della lega degli scrittori giapponesi di romanzi gialli (日本推理作家協会賞 Nihon Suiri Sakka Kyōkai Shō), e finalista, nella traduzione inglese, agli Edgar Award del 2004.  Ha ricevuto nel 1993 il Premio Edogawa Ranpo per romanzi thriller grazie al suo romanzo di debutto, Kao ni Furikakaru Ame (Pioggia sul viso), e nel 1999 il Premio Naoki per il romanzo Yawarakana hoho (Morbide Guance).
Molti critici hanno criticato Kirino per le sue trame anticonvenzionali, specialmente quella de Le quattro casalinghe di Tokyo, affermando che le donne dovrebbero scrivere soltanto storie d'amore. Un conduttore radiofonico si rifiutò addirittura di parlare con lei perché un suo romanzo trattava del caso di un uomo assassinato dalla moglie. Le trame delle sue opere hanno spesso riscontro nella realtà, visto il numero sempre maggiore di bizzarri omicidi registrati in Giappone (nel 2007 una donna assassinò il marito, ne smembrò il corpo e se ne sbarazzò seminandone i pezzi in giro per Tokyo).

## Temi e stile
I lavori di Kirino rimandano ai romanzi americani hard boiled, ma il suo uso di narrazioni e prospettive multiple evita quel tipo di "narrazione autoritaria [...] che alla fine rassicura il lettore indirizzandolo verso i personaggi positivi".  Il suo stile pulito, mai ridondante, fornisce soltanto i dettagli fondamentali alla comprensione della storia e del contesto in cui si sviluppa, dedicando invece maggiore spazio ai momenti di introspezione psicologica. Ne deriva un'impressione di sincerità nelle confessioni dei personaggi che permette all'autrice di aggiungere trappole e colpi di scena.
Contrariamente alla maggior parte della narrativa hard boiled, i romanzi di Kirino presentano spesso una protagonista femminile, come la detective Miro Murano, che complica il tipico ruolo delle donne nel genere, assumendo sia la parte del detective che della vittima. Kirino stessa ha affermato di essere affascinata dalla natura umana e da ciò che trasforma una persona dalla fedina penale immacolata in un criminale.
Oltre ad essere paragonati ai romanzi hard boiled, i lavori di Kirino sono stati accostati al romanzo horror, ad esempio per le scene di macabri smembramenti de Le quattro casalinghe di Tokyo, e alla letteratura proletaria de Il peschereccio di granchi di Takiji Kobayashi.  Molti suoi romanzi trattano infatti anche delle condizioni delle classi inferiori e della perdita di identità e, mettendo al centro argomenti sordidi e meschini come il crimine e la prostituzione, presentano una versione poco idilliaca del Giappone, lontana dalle immagini stereotipate dei fiori di ciliegio e di Hello Kitty.
Kirino ha affermato che i suoi lavori possono essere visti come una rappresentazione della vita nel Giappone contemporaneo, in contrasto con quella che definisce la "letteratura globale" di Haruki Murakami, il quale secondo l'autrice scrive per un pubblico internazionale. Metabola (2007) rappresenta ad esempio un'allegoria della tendenza del Giappone a dimenticare e a rinnegare gli eventi della Seconda Guerra Mondiale, specialmente riguardanti Okinawa e la colonizzazione delle isole.

In una intervista del LA Weekly, l'autrice ha dichiarato di avere una particolare attenzione per i dettagli; quando deve scrivere un nuovo romanzo, ama recarsi direttamente nei luoghi in cui ambienterà le sue storie:
(Natsuo Kirino, LA Weekly)
La solitudine è spesso un tema importanti della sua scrittura, così come l'idea che il denaro e il materialismo abbiano corrotto la vita nel Giappone moderno, specialmente in ambito familiare e all'interno delle relazioni sentimentali. Le quattro casalinghe di Tokyo è stato interpretato come "un cupo ritratto delle classi inferiori del Giappone, delle vite dei suoi personaggi femminili, e delle ingiustizie sociali, sessuali ed economiche che devono affrontare".
La maggior parte dei romanzi di Kirino è incentrata su donne criminali. Il suo stile è realistico e convincente, fondato sull'"abilità di farci immedesimare con queste donne”. Questa messa a fuoco su rappresentazioni più realistiche di donne giapponesi sembra essere una caratteristica peculiare del suo lavoro, riscontrabile in molti dei suoi romanzi come ad esempio Grotesque. Poiché, secondo Kirino, la società trae ingiustamente vantaggio dalle donne impotenti, diventa un obbiettivo importante per il suo lavoro creare personaggi femminili potenti che mostrino ai lettori la forza del "sesso debole.” La sua prospettiva su genere, sessualità e violenza è in Le quattro casalinghe di Tokyo più esplicita che altrove, proprio per il ritratto surreale e crudo delle protagoniste, semplici operaie che per una serie di eventi si macchiano di un grave crimine.
Proprio per questo, la trama di Le quattro casalinghe di Tokyo è stata descritta come cornice per la sua critica ai "problemi delle donne ordinarie nella società giapponese contemporanea."

## Opere principali

### Serie della detective Miro Murano
- 1993. 顔に降りかかる雨, Kao ni Furikakaru Ame

Pioggia sul viso, traduzione di Gianluca Coci, Neri Pozza, 2015, ISBN 978-88-545-0910-8
- 1994. 天使に見捨てられた夜, Tenshi ni misuterareta yoru

La notte dimenticata dagli angeli, traduzione dal giapponese di Gianluca Coci, Vicenza, Neri Pozza, 2016, ISBN 978-88-545-1244-3
- 1995. 水の眠り 灰の夢, Mizu no nemuri hai no yume
- 2002. ダーク, Dâku

#### Fireball Blues
- 1998. ファイアボール・ブルース, Faiabōru burūsu, Fireball blues
- 2001. ファイアボール・ブルース. 2 , Faiabōru burūsu 2, Fireball blues 2

### Romanzi
- 1997. アウト, Out

Le quattro casalinghe di Tokyo, trad. Lydia Origlia, Neri Pozza, 2003 ISBN 88-7305-817-5
- 1999. 柔らかな頬 , Yawarakana hoho

Morbide guance, trad. di Antonietta Pastore, Vicenza, Neri Pozza, 2004 ISBN 88-7305-987-2
- 2000. 光源, Kōgen
- 2001. 玉蘭, Gyokuran
- 2003. グロテスク, Gurotesuku

Grotesque, traduzione di Gianluca Coci, Vicenza, Neri Pozza, 2008 ISBN 978-88-545-0248-2
- 2003. リアルワールド, Riaru warudo

Real World, traduzione di Gianluca Coci, Vicenza, Neri Pozza, 2009 ISBN 978-88-545-0353-3
- 2004, 残虐記 Zangyakuki

Una storia crudele, traduzione di Gianluca Coci, Vicenza, Neri Pozza, 2011 ISBN 978-88-625-1111-7
- 2004. アイムソーリー, ママ, Aimu sōrī mama, (trad. ingl. I'm sorry, mama)
- 2005. 魂萌え! , Tamamoe!
- 2005. 冒険の国, Boken no kuni
- 2007. メタボラ, Metabola
- 2008. 東京島, Tokyojima

L'isola dei naufraghi, traduzione di Gianluca Coci, Vicenza, Neri Pozza, 2010 ISBN 978-88-6251-080-6
- 2008. 女神記, Joshinki
- 2009. イン, In

In (romanzo), traduzione di Gianluca Coci, Vicenza, Neri Pozza, 2018 ISBN 978-88-545-1602-1
- 2010. ナニカアル, Nanikaaru
- 2010. 優しいおとな, Yasashii otona
- 2011. ポリティコン,  Poriticon
- 2011. 緑の毒, Midori no doku

### Racconti
- 1997. 錆びる心, Sabiru kokoro
- 1998. ジオラマ, Jiorama
- 2000. ローズガーデン, Rozu gâden
- 2005. アンボス・ムンドス, Ambosu mundosu

Ambos Mundos , traduzione di Gianluca Coci, Vicenza, Neri Pozza, 2024

## Trasposizioni cinematografiche
Dalle sue opere sono state tratte diverse trasposizioni cinematografiche: 
- da Tenshi ni misuterareta yoru è stato tratto nel 1999 l'omonimo film diretto da Ryūichi Hiroki,
- da Morbide guance (Yawarakana hoho) è stato tratto nel 2001 il film Yawaraka na hou diretto da Shunichi Nagasaki,
- da Le quattro casalinghe di Tokyo (Auto) è stato tratto nel 2002 il film Out diretto da Hideyuki Hirayama,
- da Tamamoe! è stato tratto nel 2007 l'omonimo film diretto da Junji Sakamoto,
- da L'isola dei naufraghi è stato tratto nel 2010 il film Tokyojima diretto da Makoto Shinozaki.

## Premi

### Premi giapponesi
- 1993 - Premio Edogawa Ranpo: Pioggia sul viso (顔に降りかかる雨 Kao ni Furikakaru Ame)
- 1998 - Mystery Writers of Japan Award per Miglior Romanzo: Le quattro casalinghe di Tokyo (OUT アウト)
- 1998 - The Best Japanese Crime Fiction of the Year (Kono Mystery ga Sugoi! 1998): Le quattro casalinghe di Tokyo (OUT アウト)
- 1999 - Premio Naoki: Morbide guance (柔らかな頬 Yawarakana hoho)
- 2003 - Premio Izumi Kyōka per la Letteratura: Grotesque (グロテスク Gurotesuku)
- 2004 - Premio Shibata Renzaburo: Zangyakuki
- 2008 - Premio Tanizaki[13]: L'isola dei naufraghi (東京島 Tokyojima)
- 2009 - Premio Murasaki Shikibu per la Letteratura: The Goddess Chronicle
- 2011 - Premio Yomiuri: Nanikaaru (ナニカアル)

### Premi statunitensi
- 2004 - Finalista allo Edgar Award per Miglior Romanzo: Le quattro casalinghe di Tokyo (OUT アウト)